# 大博西科尤鄉

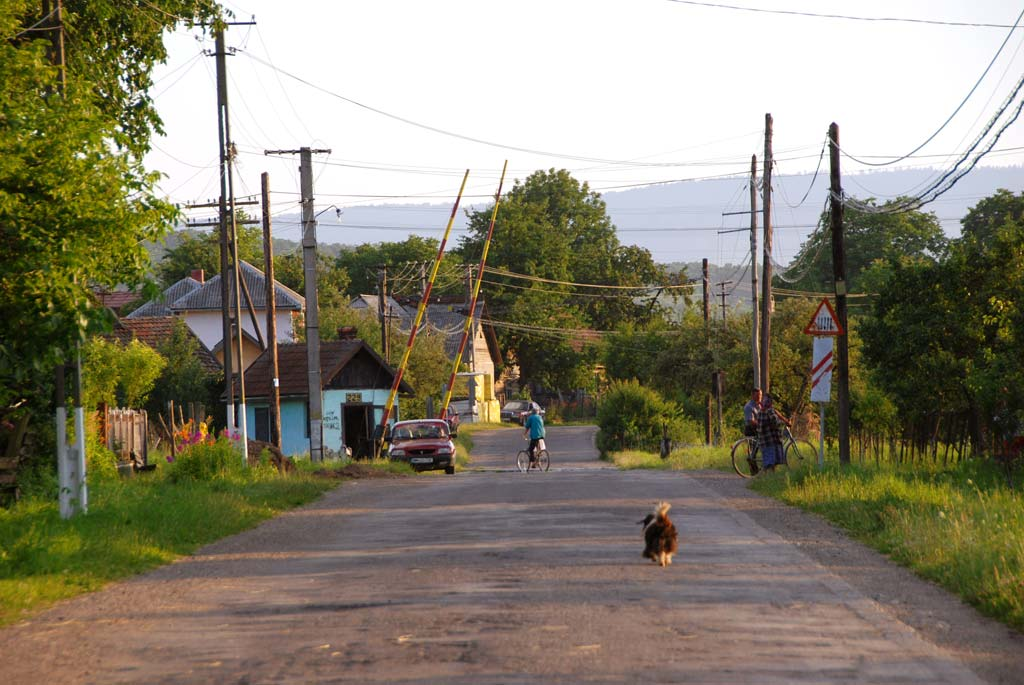

47°58′N 24°00′E / 47.967°N 24.000°E
大博西科尤鄉（羅馬尼亞語：Comuna Bocicoiu Mare, Maramureș），是羅馬尼亞的鄉份，位於該國西北部，由馬拉穆列什縣負責管轄，面積24平方公里，海拔高度297米，2007年人口4,461，人口密度每平方公里186人。